# Гавлувка
Гавлувка (пол. Gawłówka) — село в Польщі, у гміні Міхів Любартівського повіту Люблінського воєводства.
Населення — 133 особи (2011).

## Демографія
Демографічна структура станом на 31 березня 2011 року:
|          | Загалом | Допрацездатний вік | Працездатний вік | Постпрацездатний вік |
| -------- | ------- | ------------------ | ---------------- | -------------------- |
| Чоловіки | 72      | 7                  | 48               | 17                   |
| Жінки    | 61      | 10                 | 27               | 24                   |
| Разом    | 133     | 17                 | 75               | 41                   |